# Would You Be Happier?
Would You Be Happier? is een nummer van de Ierse band The Corrs uit 2001. Het nummer verscheen als nieuw nummer op het verzamelalbum Best of The Corrs.
Het nummer werd een klein hitje in Europa en Oceanië. In The Corrs' thuisland Ierland haalde het een 26e positie. In de Nederlandse Top 40 schopte het nummer het tot een 20e positie, en in Vlaanderen bleef het steken op nummer 5 in de Tipparade.